# Posthorn
Et posthorn er et cylindrisk messing eller kobber instrument uden ventiler brugt til at signalere, at en postridder eller en mail coach ankom eller forlod stedet. Det blev især brugt af postilloner i det 18. og 19. århundrede.
Instrumentet havde normalvist en cirkulær eller buet form med tre snoninger, selvom det nogen gange var lige. Det er altså et eksempel på et jagthorn. Kornetten blev udviklet fra posthornet ved at tilføje ventiler.
Mozart, Mahler og andre inkorporerede instrumentet i deres orkestre til udvalgte stykker. Ved sådanne tilfælde spiller orkestrets hornspiller ofte instrumentet. Et eksempel på brug af posthornet i moderne klassisk musik er den berømte solo i Mahlers Tredje Symfoni. Grundet instrumentets mangler bliver musik skrevet for det dog ofte spillet på trompet eller flygelhorn.
Instrumentet bliver stadig brugt som loge for den nationale postservice i mange lande.